# Площадь Жертв Революции (Петергоф)
Площадь Жертв Револю́ции — площадь в городе Петергофе Петродворцового района Санкт-Петербурга. Расположена между Санкт-Петербургским проспектом и Александрийским шоссе в створе Константиновской улицы.
Проезд по западному краю площади с 1825 года носил название Мане́жная улица. Там, на месте южной части сквера, находился полковой манеж лейб-гвардии Драгунского полка. Северная часть сквера уже тогда была зелёной зоной.
Как площадь известна с 1836 года. Тогда она носила название Театра́льная — по императорскому театру, под который в 1837 году был перестроен манеж.
20 июня 1910 года здание театра полностью сгорело. В том же году архитектор Петергофского дворцового управления А. К. Миняев разработал проект «площадки с газонами» на месте сгоревшего театра. Сквер получил регулярную планировку.
Примерно в 1918 году Театральную площадь переименовали в площадь Спартака́ — в честь вождя восстания рабов в Древнем Риме Спартака.
В марте 1921 года в южной части сквера на месте клумбы центральной площадки был устроен кирпичный склеп с бетонным покрытием, в котором были захоронены бойцы и курсанты, погибшие в 1921 году при подавлении Кронштадтского мятежа. В июле 1927 года здесь же были подхоронены останки погибших участников революции, перенесённые с Кадетского плаца; они погибли в 1919 году в боях с войсками Н. Н. Юденича.
В том же 1919 году вместо склепа по проекту архитекторов А. Ф. Шварца и Н. И. Архипова был установлен монумент жертвам революции. Памятник изготовили на гранильной фабрике.
Примерно в 1968 году присвоили новое название — площадь Жертв Революции.
Сейчас по площади Жертв Революции числится только один дом — № 6 (построен в 1939 году), расположенный на углу с Лихардовской улицей.
Сквер на площади, причем как наиболее старая северная часть, так и новая южная, является выявленным объектом культурного наследия «Сквер на б. Театральной площади». Предполагается, что он станет объектом культурного наследия регионального значения.